# Adrian Coates
Adrian Coates (Antrim, 8 febbraio 1972) è un pilota motociclistico britannico.
Anche suo cugino Nikki Coates è stato un pilota professionista,

## Carriera
Le sue prime apparizioni internazionali risalgono alla partecipazione al campionato Europeo Velocità del 1998, disputato in classe 250 guidando una Honda e giungendo al 13º posto in classifica; l'anno seguente si piazza invece al 15º posto. Per quanto riguarda le competizioni del motomondiale, il suo esordio risale alla stagione 1999 dove corre un gran premio con una Honda e uno con una Aprilia nella classe 250, senza ottenere punti iridati.
Nel motomondiale 2000 gareggia per la stagione completa, sempre nella stessa classe, con una Aprilia e conclude al 36º posto nella classifica generale grazie ai 2 punti conquistati. Nel 2001 ha invece gareggiato nuovamente nel campionato Europeo Velocità con una Honda, giungendo secondo a soli quattro punti dal titolo e negli anni successivi si è dedicato alle competizioni britanniche destinate alle Superstock e nella Yamaha R1 Cup.

## Risultati nel motomondiale
| 1999 | Classe | Moto            |  |  |  |  |  |  |  |     |  |  |  |  |  |    |  |  | Punti | Pos. |
| ---- | ------ | --------------- |  |  |  |  |  |  |  | --- |  |  |  |  |  | -- |  |  | ----- | ---- |
| 1999 | 250    | Honda e Aprilia |  |  |  |  |  |  |  | Rit |  |  |  |  |  | 19 |  |  | 0     |      |

| 2000 | Classe | Moto    |     |     |     |    |     |    |    |     |     |    |    |     |    |    |  |     | Punti | Pos. |
| ---- | ------ | ------- | --- | --- | --- | -- | --- | -- | -- | --- | --- | -- | -- | --- | -- | -- |  | --- | ----- | ---- |
| 2000 | 250    | Aprilia | Rit | Rit | Rit | 21 | Rit | 14 | 21 | Rit | Rit | 24 | 22 | Rit | 23 | 18 |  | Rit | 2     | 36º  |

| Legenda | 1º posto        | 2º posto            | 3º posto            | A punti      | Senza punti        | Grassetto – Pole position Corsivo – Giro più veloce |
| Legenda | Gara non valida | Non qual./Non part. | Ritirato/Non class. | Squalificato | '-' Dato non disp. | Grassetto – Pole position Corsivo – Giro più veloce |